# Aristida funiculata
Aristida funiculata är en gräsart som beskrevs av Carl Bernhard von Trinius och Franz Josef Ivanovich Ruprecht. Aristida funiculata ingår i släktet Aristida och familjen gräs. Inga underarter finns listade i Catalogue of Life.